# Papiss Cissé
Papiss Demba Cissé (n. 3 iunie 1985, Dakar) este un fotbalist senegalez care joacă pe postul de atacant la clubul chinez Shandong Luneng și la echipa națională de fotbal a Senegalului.